# Tatjana Kotova
Tatjana Vladimirovna Kotova (Russisch: Татьяна Владимировна Котова) (Kokand, Oezbekistan, 11 december 1976) is een Russische atlete, die gespecialiseerd is in het verspringen. Sinds eind jaren negentig behoort ze tot de wereldtop. In totaal werd ze driemaal wereldkampioene en tweemaal Europees kampioene. Zij nam driemaal deel aan de Olympische Spelen en veroverde in totaal twee bronzen medailles.

## Loopbaan
Haar eerste internationale succes behaalde Kotova in 1997 met het winnen van de verspringtitel tijdens de Europese kampioenschappen U23 in het Finse Turku. Twee jaar later werd ze Russisch kampioene verspringen (in- en outdoor) en wereldindoorkampioene door met slechts 4 cm de Amerikaanse Shana Williams (zilver) en met 10 cm de Bulgaarse Iva Prandzheva te verslaan.
In 2000 won Tatjana Kotova de jackpot van de IAAF Golden League, bestaande uit 50 kg goud. Deze prijs moest ze delen met de andere jackpotwinnaars Gail Devers, Maurice Greene, Trine Solberg-Hattestad en Hicham El Guerrouj. Op de Olympische Spelen van Sydney van dat jaar veroverde zij met een beste sprong van 6,83 m de bronzen medaille. In eerste instantie eindigde zij in deze wedstrijd als vierde, maar nadat jaren later de Amerikaanse Marion Jones, die met 6,92 voor haar eindigde, had opgebiecht dat zij doping had gebruikt en als gevolg hiervan haar medaille moest inleveren, schoof de Russische door naar de derde plaats.
Vier jaar later herhaalde Kotova op de Olympische Spelen van 2004 in Athene deze prestatie, ditmaal met een sprong van 7,05. Met goud voor Tatjana Lebedeva en zilver voor Irina Simagina werd het verspringen in Athene een compleet Russische aangelegenheid.
Op de Olympische Spelen van 2008 in Peking begon ze de kwalificatieronde met twee foutsprongen. In haar laatste poging kwam ze enkele centimeters te kort om zich te plaatsen voor de finale.
Tatjana Kotova behaalde viermaal een medaille op een wereldkampioenschap. In 2001, 2003, 2005 won ze een zilveren en in 2007 een bronzen medaille.
Begin 2013 werd Tatjana Kotova voorlopig geschorst, nadat nieuwe testen ertoe hadden geleid dat ze alsnog positief bevonden werd bij de WK van 2005 in Helsinki. In september 2013 werd de voorlopige schorsing door de Russische atletiekfederatie omgezet in een definitieve schorsing van twee jaar.

## Titels
- Wereldindoorkampioene verspringen - 1999, 2003, 2006
- Europees kampioene verspringen U23 - 1997
- Europees kampioene verspringen - 2002
- Russisch kampioene verspringen - 1999, 2000, 2001, 2005
- Russisch indoorkampioene verspringen - 1999

## Persoonlijke records
Outdoor
| Onderdeel   | Prestatie | Datum        | Plaats |
| ----------- | --------- | ------------ | ------ |
| verspringen | 7,42 m    | 23 juni 2002 | Annecy |

Indoor
| Onderdeel    | Prestatie | Datum           | Plaats |
| ------------ | --------- | --------------- | ------ |
| hoogspringen | 1,75 m    | 17 januari 2002 | Omsk   |
| verspringen  | 7,01 m    | 17 januari 2002 | Omsk   |

## Palmares

### verspringen
Kampioenschappen
- 1997:  EK U23 - 6,57 m
- 1999:  WK indoor - 6,86 m
- 2000:  OS - 6,83 m
- 2000: 5e Grand Prix Finale - 6,70 m
- 2001:  WK indoor - 6,98 m
- 2001:  WK - 7,01 m
- 2001:  Goodwill Games - 6,84 m
- 2002:  Wereldbeker - 6,85 m
- 2002:  EK - 6,85 m
- 2002:  Europese beker - 7,42 m
- 2002:  IAAF Grand Prix - 6,86 m
- 2002:  Wereldatletiekfinale - 6,92 m
- 2003:  WK indoor - 6,84 m
- 2003:  WK - 6,74 m
- 2004:  WK indoor - 6,93 m
- 2004:  OS - 7,05 m
- 2004:  Wereldatletiekfinale - 6,65 m
- 2005:  Wereldatletiekfinale - 6,83 m
- 2005:  WK - 6,79 m
- 2006:  WK indoor - 7,00 m
- 2006:  Europese beker - 6,67 m
- 2006: 4e Wereldatletiekfinale - 6,64 m
- 2007:  WK - 6,90 m

Golden League-podiumplekken
- 2000:  Meeting Gaz de France – 7,04 m
- 2000:  Golden Gala – 6,89 m
- 2000:  Bislett Games – 7,00 m
- 2000:  Memorial Van Damme – 6,96 m
- 2000:  ISTAF – 6,96 m
- 2001:  Golden Gala – 6,78 m
- 2001:  Weltklasse Zürich – 6,71 m
- 2003:  Golden Gala – 6,63 m
- 2004:  Golden Gala – 6,76 m
- 2005:  Memorial Van Damme – 6,87 m

Diamond League-podiumplekken
- 2010:  Athletissima – 6,70 m